# Auguste von Hessen-Homburg

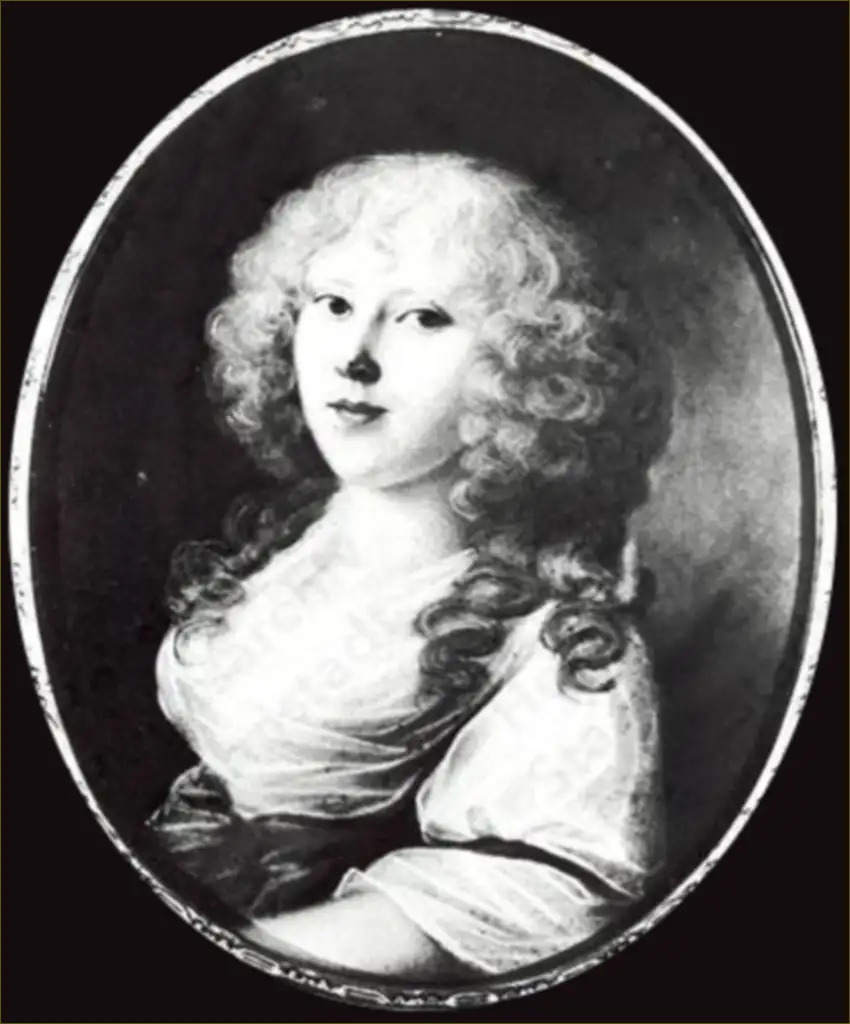
Auguste von Hessen-Homburg, 1790

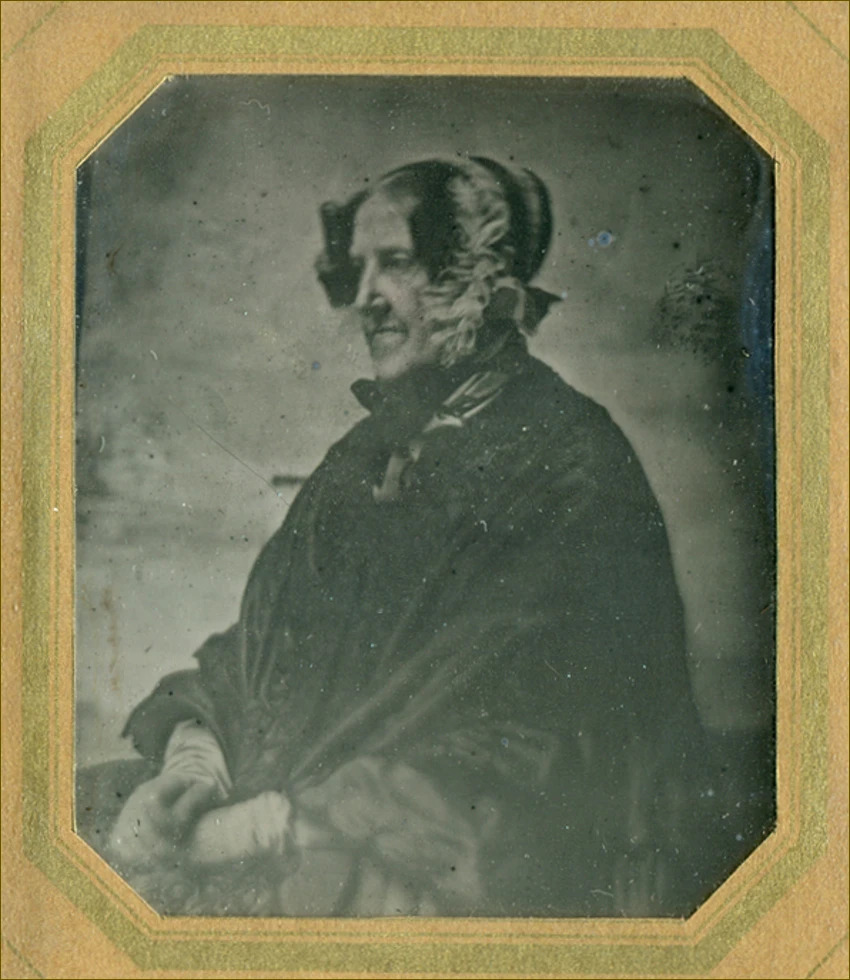
Auguste von Hessen-Homburg, Daguerreotypie um 1850

Auguste Friederike von Hessen-Homburg (* 28. November 1776 in Homburg vor der Höhe; † 1. April 1871 in Ludwigslust) war eine Prinzessin von Hessen-Homburg und durch Heirat Erbgroßherzogin von Mecklenburg-Schwerin.

## Leben
Auguste war eine Tochter des Landgrafen Friedrich V. (Hessen-Homburg) aus dessen Ehe mit Karoline, Tochter des Landgrafen Ludwig IX. von Hessen-Darmstadt. Nachdem ihre Schwestern recht frühzeitig das elterliche Haus verlassen hatten, kümmerte sich Auguste um ihren kränkelnden Vater.
Sie heiratete am 3. April 1818 in Homburg Erbgroßherzog Friedrich Ludwig zu Mecklenburg. Friedrich Ludwig war zu jenem Zeitpunkt bereits zweifacher Witwer und Vater von fünf Kindern, denen Auguste eine fürsorgliche Stiefmutter wurde und deren Erziehung ihr, vor allem nach dem Tod ihres Mannes nur 18 Monate nach der Eheschließung, oblag. Ihre Ehe mit Friedrich Ludwig war kinderlos geblieben.
Ein besonders enges Verhältnis entwickelte sie dabei zu ihrer Stieftochter Helene, deren Mutter Karoline ihre Cousine Auguste noch auf dem Totenbett ihrem Gemahl als Nachfolgerin nahelegt hatte.
Auguste wurde im Helenen-Paulownen-Mausoleum im Schlosspark Ludwigslust beigesetzt.
Friedrich Hölderlin widmete ihr in seiner Homburger Zeit 1799 die Ode Der Prinzessin Auguste von Homburg.